# Потапов, Семён Яковлевич
Потапов Семён Яковлевич (род.29 января 1916 года, в селе Садки, Сергиевского района, Самарской Губернии, Российской империи — 6 марта 1998 года) — советский партийный и государственный деятель, с 1958—1963 годах председатель Ставропольского-Тольяттинского горисполкома совета депутатов трудящихся.

## Биография
Родился 29 января 1916 года в селе Садки, Сергиевского района, Самарской Губернии
Партторг, старший лейтенант, стрелкового батальона, 248-й стрелковой дивизии РККА, 3-го Украинского фронта и 1-го Белорусского фронта Великой Отечественной войны и Советско-финской войны. После работал секретарём Куйбышевского обкома партии.
После войны окончил «Куйбышевскую областную советско-партийную школу при обкоме» и ускоренные курсы заочного отделения «Тольяттинского политехнического института» по специальности инженер-строитель.
1951—1958 год заместитель начальника по кадрам «Куйбышевгидрострой»
1958—1963 год председатель Ставропольского-Тольяттинского горисполкома совета депутатов трудящихся
1963—1966 год главный инженер проектно-строительного института «Промстройпроект» при «Куйбышевгидрострой»
1966—1980 год заместитель генерального директора по быту ВАЗа
1980—1987 год помощник генерального директора, начальник управления детских дошкольных учреждений ВАЗа
Скончался 6 марта 1998 года, похоронен на Баныкинском кладбище в городе Тольятти.

### Награды
- Два Ордена Отечественной войны I и II степени
- Орден Трудового Красного Знамени
- Орден Октябрьской Революции

## Семья
Проживал в Портпосёлке. Супруга Воробьёва Валентина Михайловна → некоторое время работала бухгалтером на телефонной станции, два сына: Игорь Потапов (1938—2017) работал начальником бюро управления главного энергетика и начальником отдела НТЦ ВАЗа.→ Анатолий Потапов (1941—1994) работал на ВАЗе начальником бюро управления организации производств, и. о. заместителем директора по экономике производства технологического оснащения (ПТО), начальником управления имущества.
Внуки от сына Игоря: Ирина начальник бюро ООО ВМЗ (род.1962). Анатолия: Артём (род.1975) → инженер упр.качества ВАЗа и Ольга (род.1967).